# Agnieszka Fihel
Agnieszka Zuzanna Fihel (ur. 1980 w Warszawie) – demograf, nauczyciel akademicki, doktor habilitowany nauk ekonomicznych.

## Życiorys
W 2004 w Wydziale Nauk Ekonomicznych Uniwersytetu Warszawskiego uzyskała z wyróżnieniem tytuł zawodowy magistra ekonomii (specjalność informatyka i ekonometria) na podstawie pracy pt. Cohabitation in Poland. Social and economic determinants of union formation, której promotorem był prof. Marek Okólski.
W 2008 w Instytucie Socjologii Uniwersytetu Warszawskiego uzyskała z wynikiem bardzo dobrym tytuł zawodowy magistra socjologii (specjalność socjologia ogólna) na podstawie pracy pt. Strategie zawodowe polskich pracowników sezonowych, której promotorem była dr Ewa Jaźwińska. 
Stopień doktora uzyskała w 2009 w Wydziale Ekonomicznym Uniwersytetu Warszawskiego na podstawie rozprawy pt. Płeć a trwanie życia. Analiza demograficzna. Praca której promotorem był prof. Marek Okólski dotyczyła umieralności oraz długowieczności kobiet i mężczyzn w ujęciu historycznym.
W 2022 w tej samej uczelni uzyskała stopień doktora habilitowanego na podstawie cyklu prac pt. Zaburzenia przejścia demograficznego w Polsce ze szczególnym uwzględnieniem okresu po 1989 roku.
Laureatka stypendium Fundacji na rzecz Nauki Polskiej (2009) oraz stypendium naukowego Ministerstwa Nauki i Szkolnictwa Wyższego dla wybitnego młodego naukowca (2012-2015). W latach 2009 oraz 2011 odbyła staż naukowy (typu post-doc) w Institut National d’Études Démographiques w Paryżu. Kierowała projektami naukowymi finansowanymi z grantów Agencji Erasmus+ oraz Narodowego Centrum Nauki. Wykładała na Uniwersytecie Warszawskim, Szkole Wyższej Psychologii Społecznej oraz na uniwersytetach we Francji, m.in. Sciences-Po (Institut d'études politiques de Paris), Université Paris-Nanterre, Université Panthéon-Sorbonne, Université de Versailles-Saint-Quentin-en-Yvelines. Odbyła krótkie staże naukowe w takich jednostkach jak m.in.: Max Planck Institute for Demographic Research, Université Paris-Sud oraz Uniwersytet Kalifornijski w Berkeley (Berkeley Population Center).
Zawodowo związana z Ośrodkiem Badań nad Migracjami Uniwersytetu Warszawskiego oraz Institut National d’Études Démographiques.
Jej zainteresowania badawcze obejmują współczesne procesy ludnościowe, w tym migracje międzynarodowe z i do Polski oraz zmiany w dziedzinie umieralności w krajach postkomunistycznych. Autorka lub współautorka blisko 100 publikacji, głównie na temat starzenia się ludności, umieralności według przyczyn zgonu oraz migracji międzynarodowych z nowych krajów członkowskich Unii Europejskiej. Realizowała prace doradcze i eksperckie na zlecenie urzędów państwowych (Biuro Analiz Sejmowych, Ministerstwo Rodziny i Polityki Społecznej, Ministerstwo Spraw Wewnętrznych i Administracji, Ministerstwo Rozwoju Regionalnego (Polska), Polska Agencja Rozwoju Przedsiębiorczości, Komitet Integracji Europejskiej) oraz organizacji międzynarodowych (Bank Światowy, International Center for Migration Policy Development, Komisja Europejska, Organizacja Narodów Zjednoczonych, Organizacja Współpracy Gospodarczej i Rozwoju).
W 2024 została wybrana w skład Komitetu Nauk Demograficznych Polskiej Akademii Nauk w kadencji 2024-2027.